# Procellariiformes
I Procellariformi (Procellariiformes Fürbringer, 1888) sono un ordine di uccelli marini.

## Tassonomia
L'ordine comprende 147 specie in 4 famiglie:
Famiglia Oceanitidae (9 specie)
- Genere Oceanites  (3 spp.)
- Genere Garrodia  (1 sp.)
- Genere Pelagodroma  (1 sp.)
- Genere Fregetta  (3 spp.)
- Genere Nesofregetta  (1 sp.)

Famiglia Diomedeidae (21 specie)
- Genere Phoebastria  (4 spp.)
- Genere Diomedea  (6 spp.)
- Genere Phoebetria  (2 spp.)
- Genere Thalassarche  (9 spp.)

Famiglia Hydrobatidae (18 specie)
- Genere Hydrobates  (1 sp.)
- Genere Oceanodroma  (17 spp.)

Famiglia Procellariidae (99 specie)
- Genere Macronectes  (2 spp.)
- Genere Fulmarus  (2 spp.)
- Genere Thalassoica  (1 sp.)
- Genere Daption  (1 sp.)
- Genere Pagodroma  (1 sp.)
- Genere Halobaena  (1 sp.)
- Genere Pachyptila  (6 spp.)
- Genere Aphrodroma  (1 sp.)
- Genere Pterodroma  (35 spp.)
- Genere Pseudobulweria  (5 spp.)
- Genere Procellaria  (5 spp.)
- Genere Calonectris  (4 spp.)
- Genere Ardenna  (7 spp.)
- Genere Puffinus  (21 spp.)
- Genere Pelecanoides  (4 spp.)
- Genere Bulweria  (3 spp.)

### Alcune specie

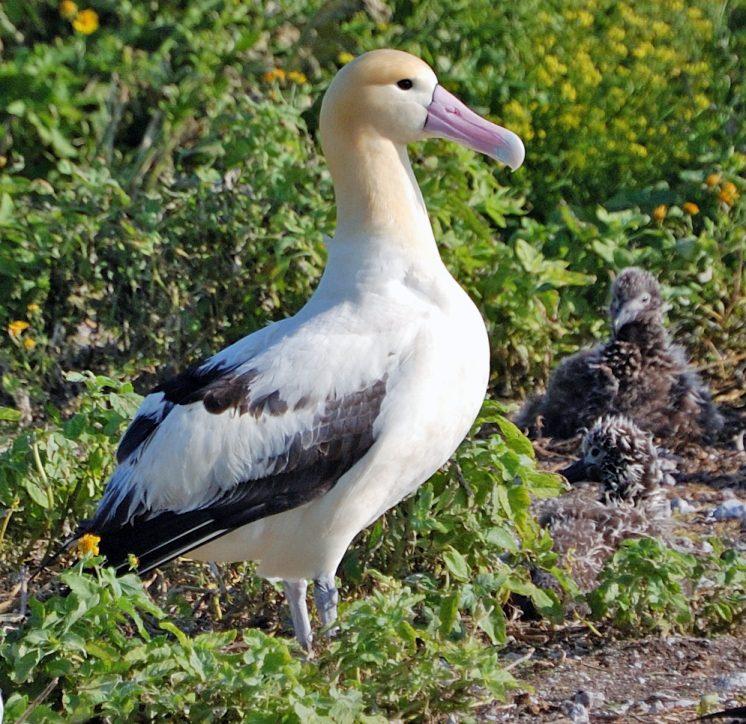
Albatros codacorta Phoebastria albatrus
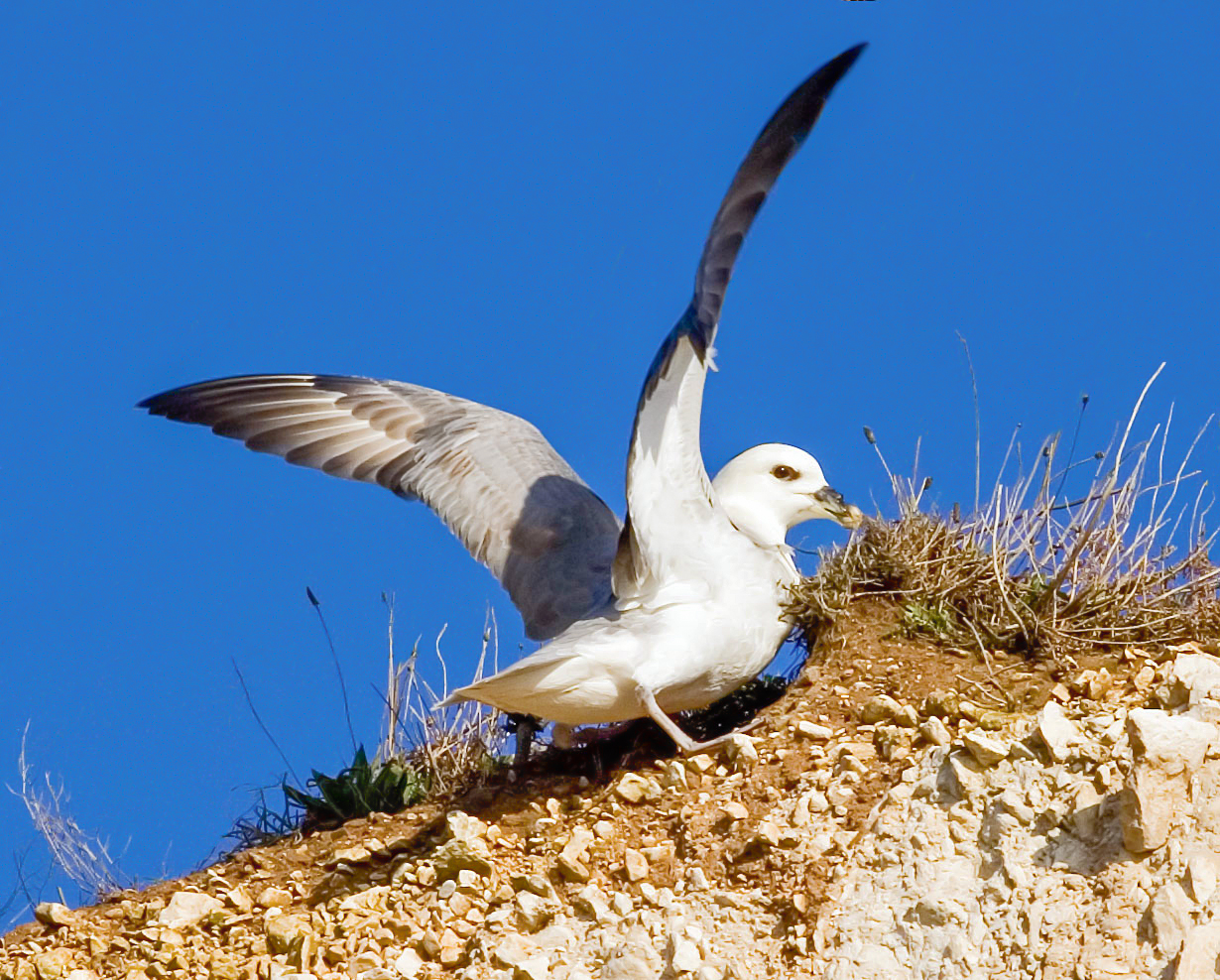
Fulmaro boreale Fulmarus glacialis
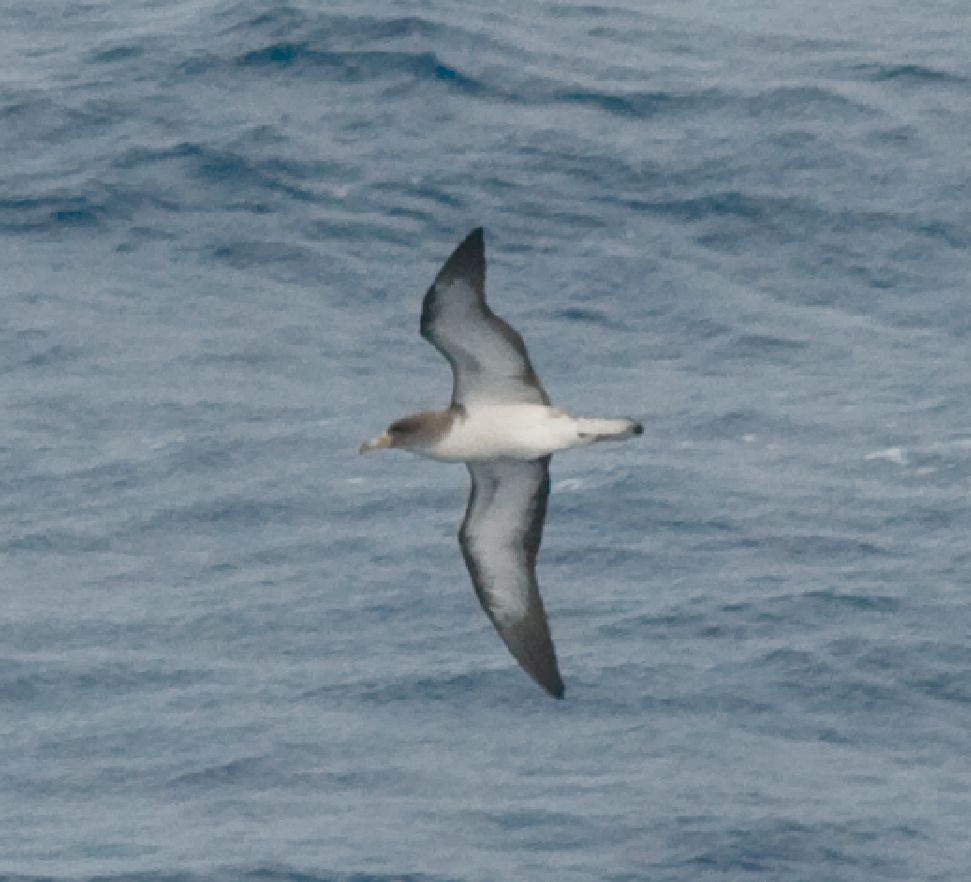
Berta maggiore Calonectris diomedea
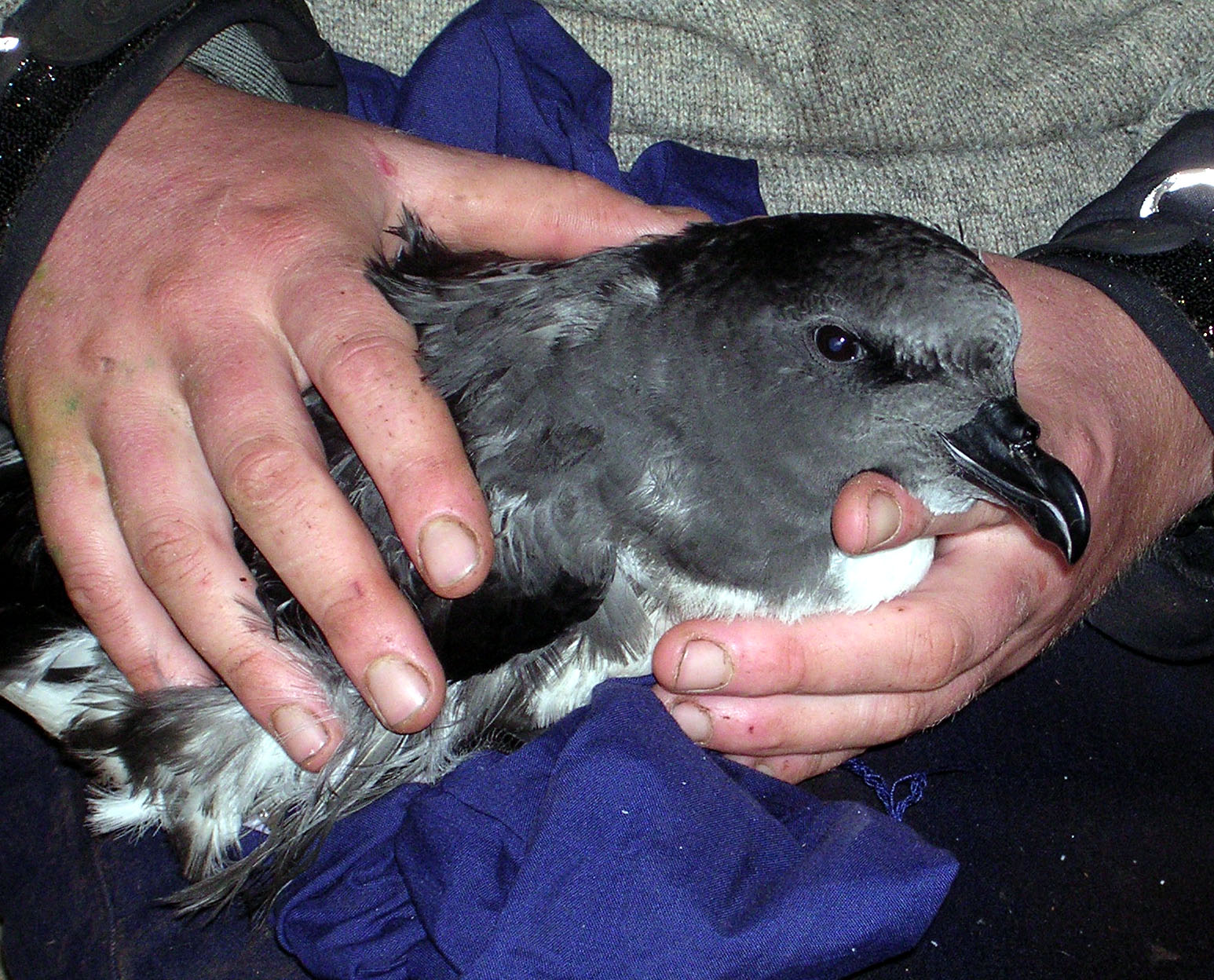
Petrello della Magenta Pterodroma magentae
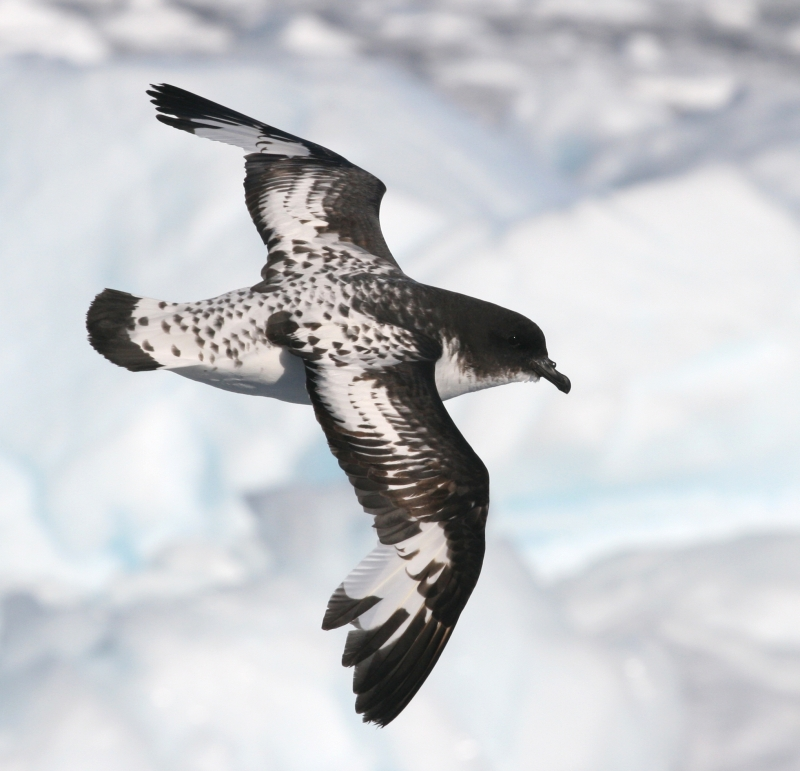
Petrello del Capo Daption capense
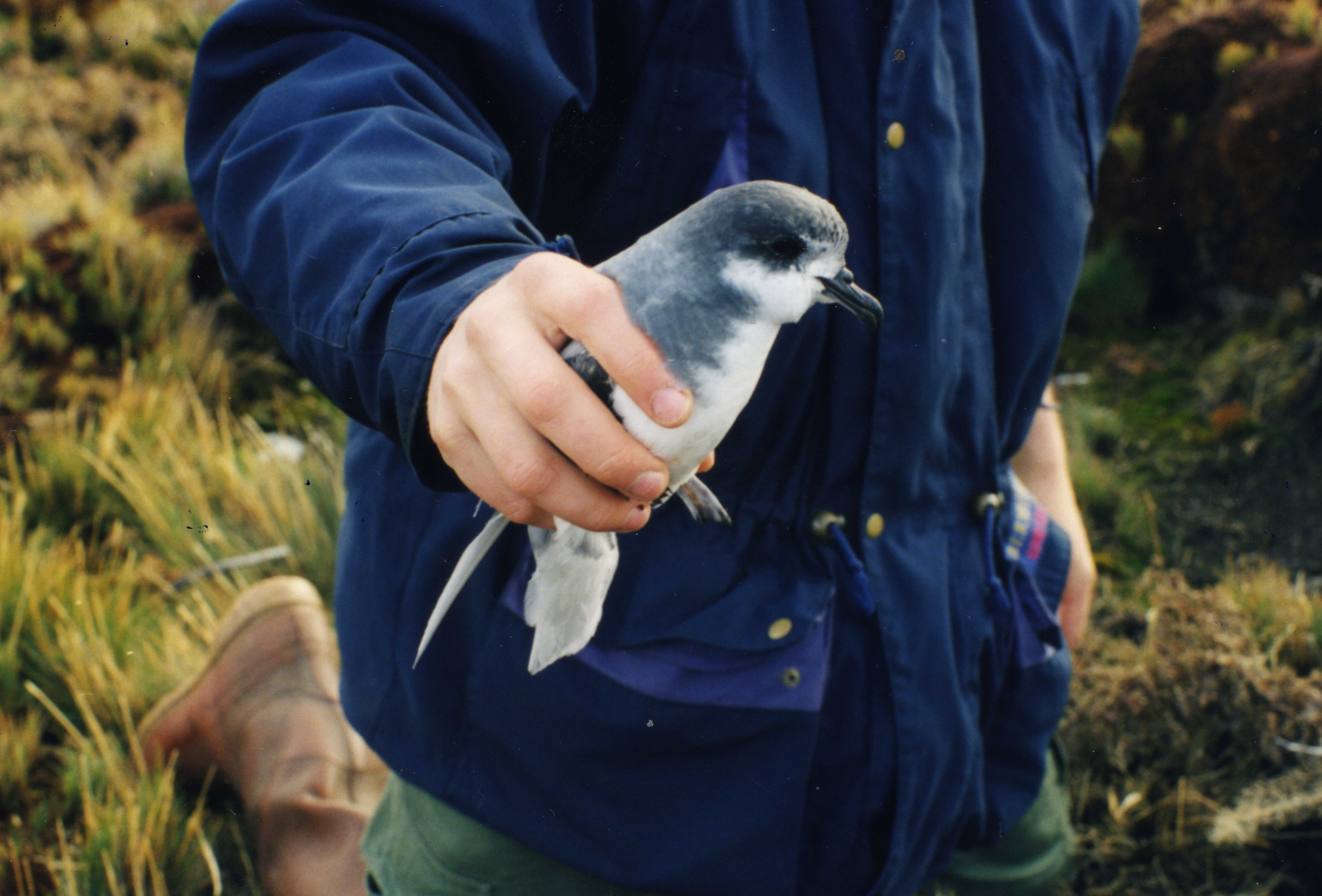
Petrello azzurro Halobaena caerulea
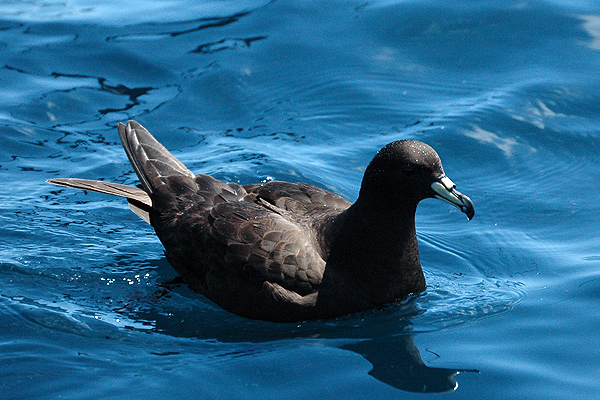
Procellaria di Parkinson Procellaria parkinsoni
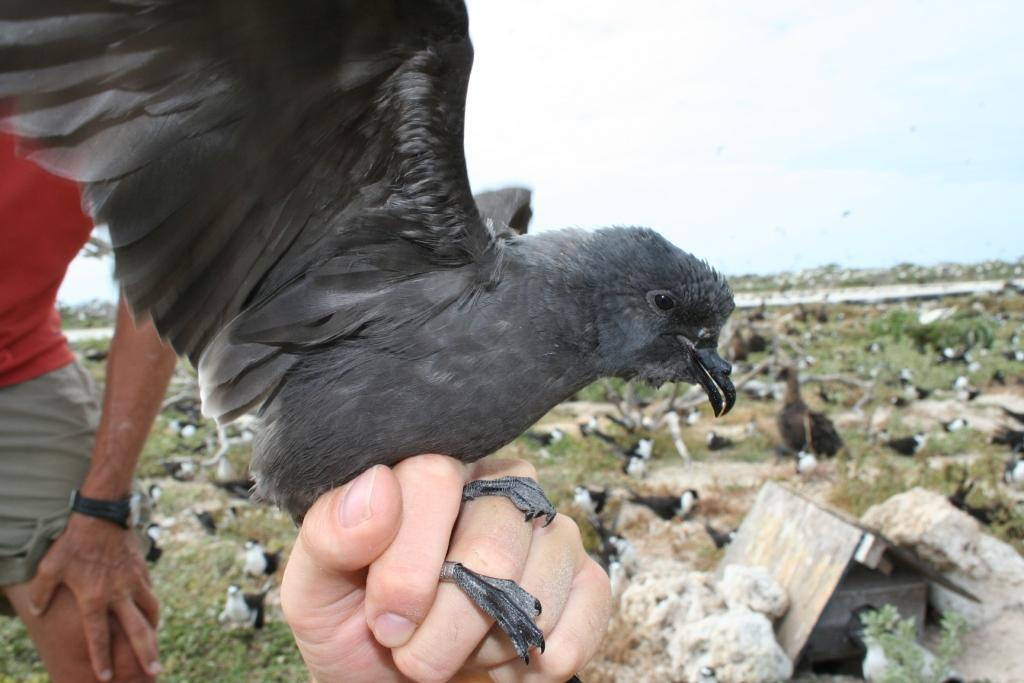
Uccello delle tempeste di Tristram Oceanodroma tristrami
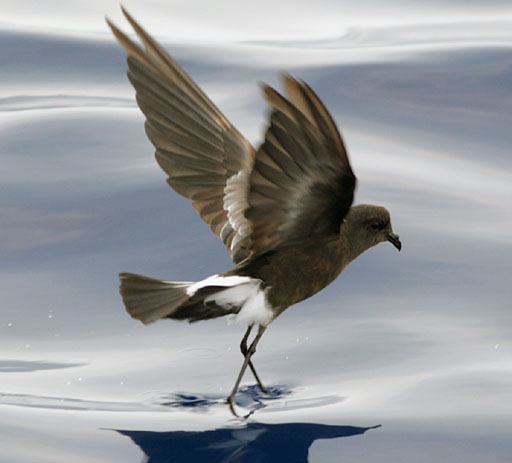
Uccello delle tempeste di Wilson Oceanites oceanicus